# Sèvres - Lecourbe (metrostation)
Sèvres - Lecourbe is een station van de metro in Parijs langs metrolijn 6 in het 15e arrondissement. Het station ligt bovengronds op een viaduct op de Boulevard Garibaldi.
Het station bevindt zich op de plaats van de oude poort van Sèvres in de Muur van de Fermiers généraux, een van de muren die na de middeleeuwen rond Parijs opgetrokken werden. De ringmuur werd gebouwd vanaf 1785 op vraag van de Ferme générale en werd in 1860 afgebroken bij de bouw van de volgende ringmuur rond Parijs. De muur was ongeveer 24 km lang en volgde ongeveer het huidige traject van de metrolijnen 2 en 6.
Het tweede deel van de naam is afgeleid van de Rue Lecourbe, die een eerbetoon is aan generaal Claude-Jacques Lecourbe (1758-1815). De Rue Lecourbe volgt het traject van een oude romeinse weg tussen Lutetia (Parijs) en Savara (Sèvres).

## Geschiedenis
Het station werd geopend op 24 april 1906 als station Suffren als onderdeel van de toenmalige metrolijn 2 Sud. De naam was afgeleid van de Avenue de Suffren, die genoemd was naar Pierre André de Suffren (1726-1788), die in India en Amerika tegen de Engelsen vocht.
Vanaf 14 oktober 1907 lag het station langs metrolijn 5 en kreeg het station zijn huidige naam. Op 6 oktober 1942 werd het traject tussen station Place d'Italie en station Charles de Gaulle - Étoile overgeheveld van metrolijn 5 naar metrolijn 6.

## Aansluitingen
- RATP-busnetwerk: drie lijnen
- Noctilien: vijf lijnen

Charles de Gaulle - Étoile · Kléber · Boissière · Trocadéro · Passy · Bir-Hakeim · Dupleix · La Motte-Picquet - Grenelle · Cambronne · Sèvres - Lecourbe · Pasteur · Montparnasse - Bienvenüe · Edgar Quinet · Raspail · Denfert-Rochereau · Saint-Jacques · Glacière · Corvisart · Place d'Italie · Nationale · Chevaleret · Quai de la Gare · Bercy · Dugommier · Daumesnil · Bel-Air · Picpus · Nation